# Кутаев, Хамзат Яхиятович
Хамза́т Яхия́тович Кута́ев (род. 21 апреля 1960) — советский и российский актёр, Народный артист Чеченской Республики, заслуженный работник культуры Чеченской Республики, заслуженный артист Российской Федерации (2024), лауреат Государственной премии Чечни. Является выпускником театрального отделения Грозненского культпросветучилища. Его наставниками были Гарун Батукаев и Хасан Шаипов.

## Награды и звания
- Медаль «За заслуги перед Чеченской Республикой» (3 апреля 2017 года) — за вклад в развитие театрального искусства Чеченской Республики, творческую деятельность, получившую широкое признание и известность[1]
- Заслуженный артист Российской Федерации (11 апреля 2024 года) — за большой вклад в развитие отечественной культуры и искусства, многолетнюю плодотворную деятельность[2]
- Народный артист Чеченской Республики
- Заслуженный работник культуры Чеченской Республики
- Государственная премия Чечни

## Театральные работы
- «Асхаб Бендер»;
- «Песни вайнахов» (режиссёр Руслан Хакишев);
- «Земля отцов» (режиссёр Руслан Хакишев);
- «Бессмертные» — Хамид Денилов;
- «Совдат и Дауд» (Абдул-Хамид Хамидов);
- «Бож-Али» (Абдул-Хамид Хамидов);
- «Скапен, спаси любовь»;
- «Нигат»;
- «Расплата»;
- «Аршин мал алан» (Узеир Гаджибеков, режиссёр Руслан Хакишев) — Сулейман;

и многие другие.

## Фильмография
- Мёртвое поле (2006).